# منتخب بولندا تحت 19 سنة لكرة القدم
منتخب بولندا تحت 19 سنة لكرة القدم (بالبولندية: Reprezentacja Polski U-19 w piłce nożnej mężczyzn)‏ هو ممثل بولندا الرسمي في المنافسات الدولية في كرة القدم في فئة كرة قدم للرجال تحت 19 سنة، يديريه اتحاد بولندا لكرة القدم.